# سه قطره خون
«سه قطره خون» نام داستانی کوتاه از صادق هدایت است که در مجموعهٔ داستان کوتاهی به همین نام در سال ۱۳۱۱ خورشیدی (۱۹۳۲ میلادی) چاپ شد. این داستان از داستان‌های سوررئالیستی هدایت محسوب می‌شود. در این داستان که در دارالمجانین می‌گذرد؛ یکی از شخصیت‌ها عادت به خواندن مسمطی دارد که شهرت فراوانی یافته است:
| دریغا که بار دگر شام شد     |  | سراپای گیتی سیه‌فام شد       |
| همه خلق را گاهِ آرام شد      |  | بجز من که رنج و غمم شد فزون |
|                             |  |                             |
| جهان را نباشد خوشی در مزاج  |  | بجز مرگ نَبْوَد غمم را علاج    |
| ولیکن در آن گوشه در پای کاج |  | چکیده ست بر خاک سه قطره خون |